# A. Hyatt Mayor
Alpheus Hyatt Mayor (1901-1980) est un historien de l'art américain et conservateur du Metropolitan Museum of Art à New York. Il fut un expert reconnu en matière d'estampes, aussi bien celles des vieux maîtres que des productions populaires.

## Biographie

### Jeunesse et débuts
Le père d'Alpheus Hyatt Mayor est le biologiste marin Alfred Goldsborough Mayor et sa mère est l'artiste et sculptrice Harriet Randolph Hyatt Mayor. Sa grand-mère, dont il porte le nom, est la paléontologue Alpheus Hyatt. Il vient d'une famille d'artistes : la sœur de sa mère est la sculptrice Anna Hyatt Huntington et son mari était le mécène Archer Milton Huntington, fondateur de la Hispanic Society of America en 1904.
Mayor reçoit son Bachelor of Arts à l'université de Princeton en 1922, puis il obtient une Bourse Rhodes, qu'il utilise pour obtenir un deuxième Bachelor à la Christ Church à Oxford en 1926. Il passe les années suivantes à Florence en Italie et à l'École américaine d'études classiques à Athènes. De retour aux États-Unis, il se lance dans une carrière littéraire, travaillant sur Hound & Horn.

### Metropolitan Museum of Art
En 1932, A. Hyatt Mayor épouse Virginia Sluder et rejoint le département d'étude des estampes au Metropolitan Museum of Art à New York. Il dévient le conservateur de ce département en 1946. Il prend la suite de la figure massive de William Ivins, Jr., qui avait tenu ce poste pendant 30 ans.
Son mandat est marqué par d'importantes acquisitions de gravure, de gravure sur bois et d'autres estampes imprimées, certaines par des artistes alors inconnus qui se sont révélés plus tard être éminemment importants dans une collection. De nombreuses collections européennes sont devenues disponibles après la Seconde Guerre mondiale, et il a réussi à obtenir des collections notables, en particulier celle du Prince de Liechtenstein. Il élargit également les types d'imprimés éphémères considérés comme dignes d'être collectionnés pour inclure les cartes postales, les cartes de baseball et les publicités. Il accepte la collection Jefferson Burdick au Met, laquelle comprend 300 000 articles d'estampes et de souvenirs américains. En 1952, il publie Prints and People: A Social History of Printed Pictures, qui est toujours imprimé aujourd'hui.

### Retraite et publications
En 1966, il se retire du musée avec le statut de conservateur émérite et dirige ses efforts vers divers projets et écrits liés à l'art, en particulier sa traduction et la mise à jour des catalogues de Max Lehrs, et l'initiation, avec Anthony Blunt, de la série massive et toujours en cours de catalogues imprimés, Illustrated Bartsch. En 1955, il succède à son oncle Archer à la présidence de la Hispanic Society of America, poste qu'il conserve jusqu'à sa mort. Il est également administrateur de la Fédération américaine des Arts et de Brookgreen Gardens en Caroline du Sud. Il reçoit un Boston Museum Award en 1971.
Entre autres distinctions qu'il reçoit, le poète français Saint-John Perse déclare que « Hyatt Mayor est le seul Américain qui parlait le français classique de telle manière que Diderot ou Voltaire auraient pu le prendre pour un Français », et le chroniqueur du New York Times, John Russell le qualifie d'« un des hommes les plus remarquables qui aient jamais occupé un poste de conservateur ».
Hyatt Mayor décède d'une pneumonie en 1980. Sa petite-fille est l'actrice Yeardley Smith.

## Œuvres
- (en) Prints & People: A Social History of Printed Pictures, Metropolitan Museum of Art, New York, Metropolitan Museum of Art, 1971, 500 p. (ISBN 9780870991080).